# Sherwood Forest
Sherwood Forest ist ein Landschaftspark, der das Dorf Edwinstowe in Nottinghamshire (England) umgibt. Der heutige Park ist mit seinen heutigen 4,23 km² nur ein Rest des weit größeren Waldes (im 12. Jahrhundert umfasste Sherwood Forest etwa 405 km²), der mit der Sagengestalt Robin Hood in Verbindung gebracht wird. Im Wald wächst eine große Anzahl sehr alter und mächtiger Eichen, deren bedeutendste und größte Majors-Eiche (englisch Major Oak) genannt wird und in lokalen Chroniken als Robin Hoods Hauptquartier angesehen wird.

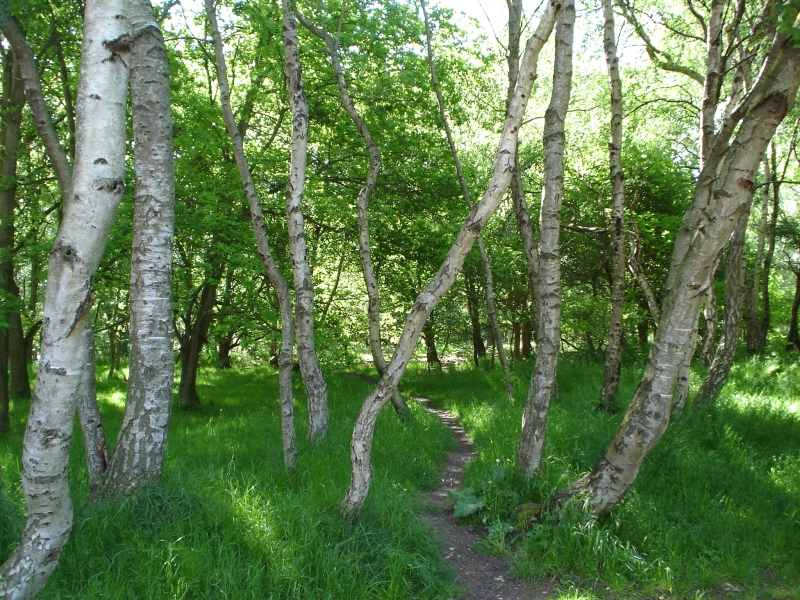
Sherwood Forest
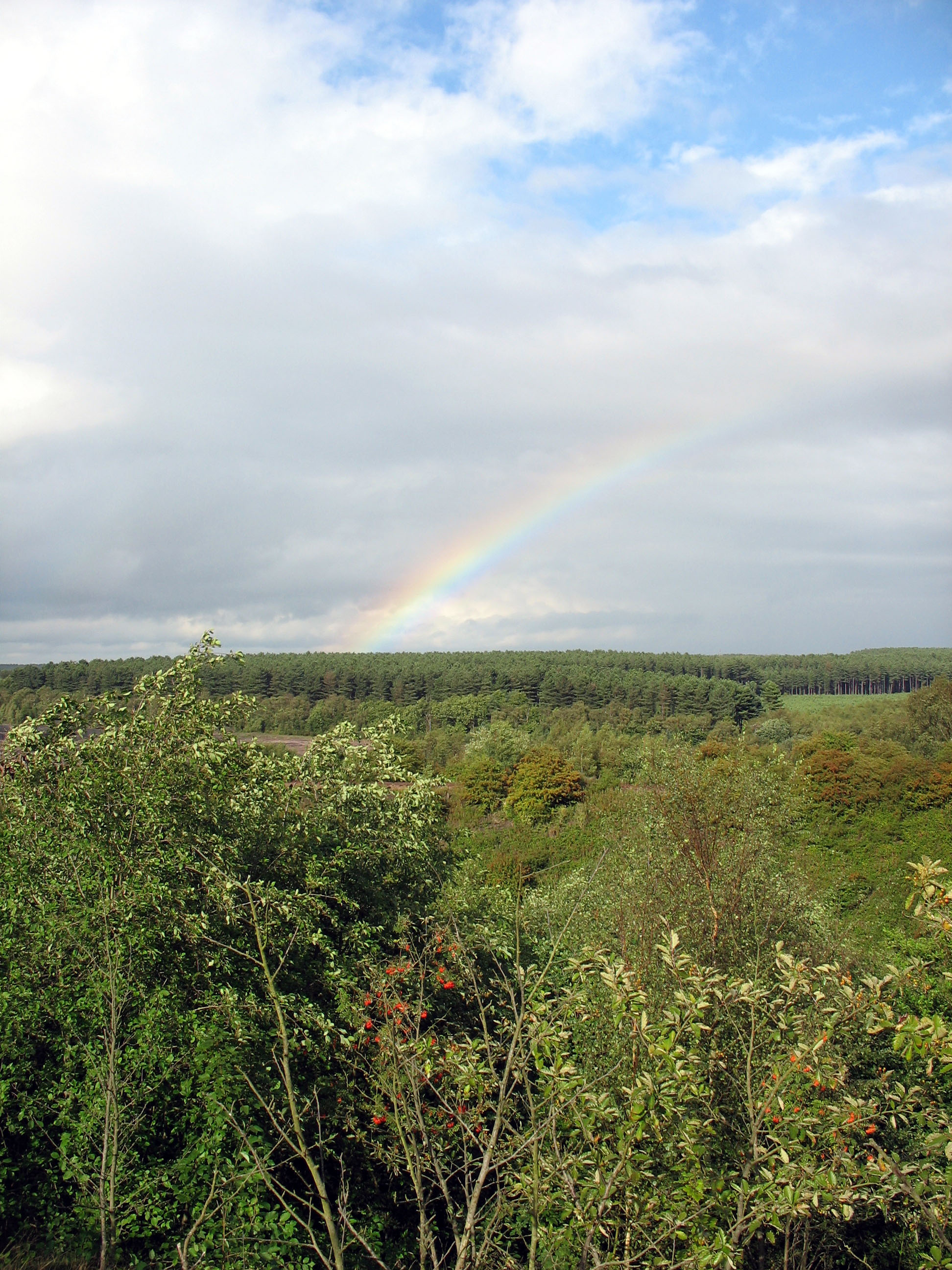
Blick in den Wald nach Nordosten
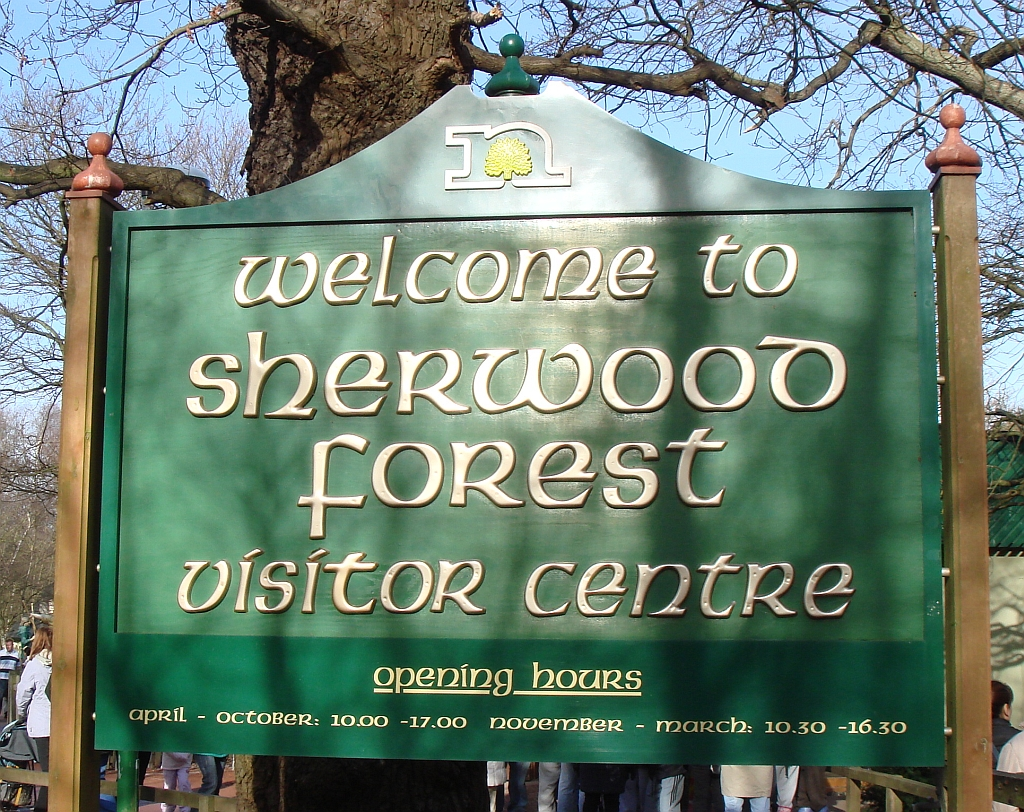
Besucherzentrum
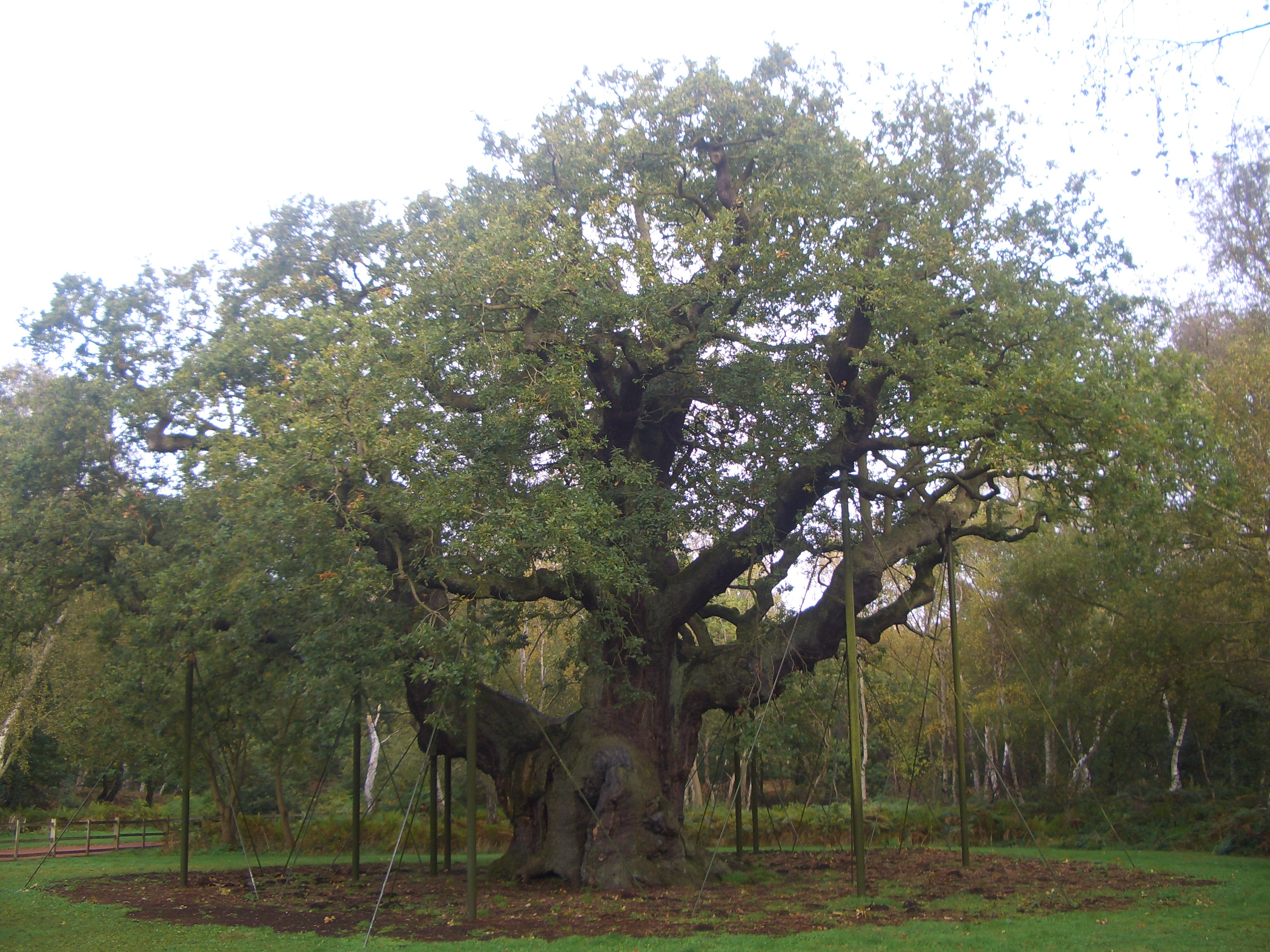
Major Oak im Oktober 2012

## Major Oak

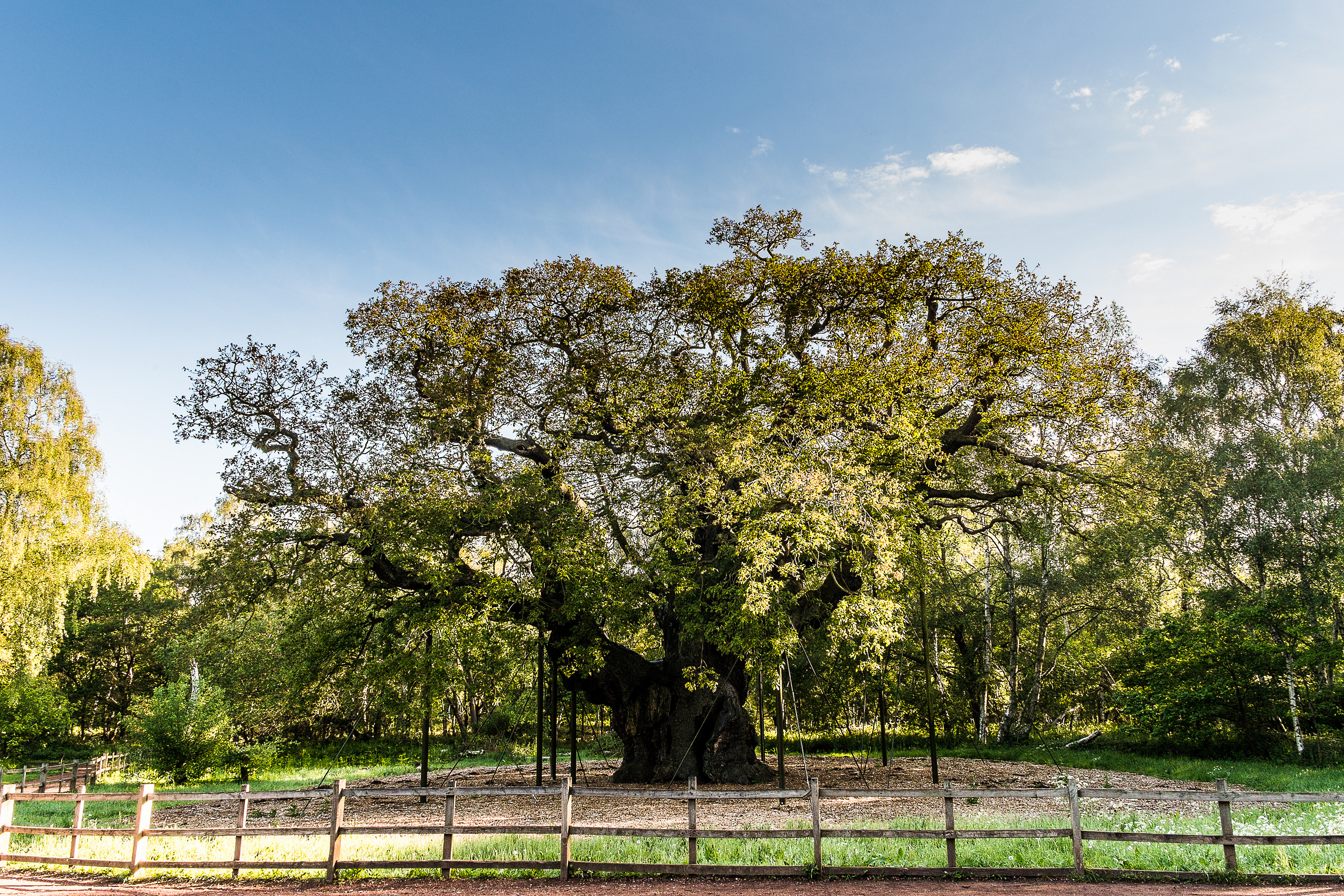
Kandidat beim ETOY 2015

Die Majors-Eiche (benannt nach dem ehemaligen britischen Major und späteren Schriftsteller und Pionier der Archäologie in der Grafschaft Nottinghamshire Hayman Rooke (1723 – 1806)) ist eine ca. 800 bis 1000 Jahre alte Stieleiche (Quercus robur). Sie steht ca. 1 km nördlich von Edwinstowe und ca. 10 km nordöstlich von Mansfield (bei ⊙). Seit der viktorianischen Ära wird ein Teil der Äste von einem ausgeklügelten Gerüstsystem gestützt. Es heißt, dass Robin Hood und seine Gefährten sich in dem Baum versteckt haben sollen und dass diese Eiche der Lieblingsbaum Robin Hoods war. Im Februar 1998 nahm eine örtliche Firma Schnittarbeiten am Baum vor und begann damit, Setzlinge zu züchten, die in den wichtigsten Städten der Welt eingepflanzt werden sollen. 2003 wurden in Dorset 300 Setzlinge aus Eicheln der Major Oak gepflanzt, aus denen, auch zu Forschungszwecken, ein kleiner Wald erwachsen soll.

 

2014 wurde die Eiche zum „Baum des Jahres (England)“ gewählt und trat als Vertreter Englands beim Wettbewerb „Europäischer Baum des Jahres“ 2015 an.

## Tourismus
Der Sherwood Forest ist Standort einer der vielen Center Parcs im Vereinigten Königreich.